# Kristin Cavallari
Kristin Elizabeth Cavallari (ur. 5 stycznia 1987 w Denver w stanie Kolorado) – amerykańska aktorka.
Zanim jej rodzice się rozwiedli mieszkała w Kolorado. Potem wraz z ojcem przeprowadziła się do Laguna Beach. Uczęszczała do szkoły katolickiej, ale przeniosła się do publicznego liceum. Po skończeniu szkoły wyjechała do Los Angeles.
Znana jest z serialu MTV Laguna Beach: The Real Orange County. W 2006 roku znalazła się na 23. miejscu listy Maxima „100 najbardziej gorących kobiet”. 8 sierpnia 2012 urodziła swoje pierwsze dziecko – syna Camdena Jacka Cutlera.

## Filmografia
- 2006 − Versatile Toppings jako Kylie Marker
- 2006 − Veronica Mars
- 2007 − Spring Breakdown
- 2007 − Fingerprints jako Crystal
- 2009 − Wieczny student 3 (Van Wilder: Freshman Year) jako Katlin Hayes
- 2009 − The Hills jako ona sama (serial MTV)